# Airkenya Express
Airkenya Express is een Keniaanse luchtvaartmaatschappij met haar thuisbasis in Nairobi.

## Geschiedenis
Airkenya is opgericht in 1985 als Air Kenya of Air Kenya Aviation.Vanaf 1985 heette de maatschappij Airkenya en vanaf 2007 Airkenya Express.

## Diensten
Airkenya Express voert lijnvluchten uit naar:(juni 2007)
Binnenland:
- Amboseli, Malindi, Mara Lodge, Mombassa, Nairobi, Nanyuki, Samburu.

Buitenland:
- Kilimanjaro

## Vloot
De vloot van Airkenya Express bestaat uit:(februari 2023):
- 2 Dash DHC7-100
- 1 Bombardier DHC 8-202
- 3 De Havilland Canada DHC-6 Twin Otter
- 3 Cessna Grand Caravan C208B